# Dampiera incana
Dampiera incana är en tvåhjärtbladig växtart som beskrevs av Robert Brown. Dampiera incana ingår i släktet Dampiera, och familjen Goodeniaceae. Utöver nominatformen finns också underarten D. i. fuscescens.